# Jeppe Grønning
Jeppe Grønning (født 24. maj 1991) er en dansk fodboldspiller, der spiller for den danske Superliga klub Viborg FF.

## Karriere

### FC Fyn
Grønning startede sin seniorkarriere i FC Fyn, der var overbygningen til barndomsklubben B1913. Her var han blandt andet med til at spille FC Fyn i 1. division efter sæsonen 2011/12, hvor klubben slog HIK i playoff-kampen om oprykning.

### Viborg FF
I sommeren 2012 skrev Grønning en to-årig kontrakt med 1. divisionsklubben Viborg FF. Efter sin første halvsæson i klubben blev Jeppe Grønning i januar 2013 kåret til efterårets profil for 2013 af fangruppen Grøn Fight. Grønning var en fast del af den trup, der rykkede op i Superligaen i sommeren 2013, men på grund af skader blev det kun til 5 kampe i Superligaen for midtbanespilleren inden han blev udlejet til Hobro IK i 1. division. I Hobro IK var han med til at sikre klubben dens første oprykning til Superligaen nogensinde, da de efter sæsonen 2013/14 rykkede op sammen med Silkeborg IF. I juni 2014 returnerede Grønning til Viborg FF.
Han blev i december 2015 kåret som efterårets bedste spiller af fans af klubben i en afstemning på Viborg Stifts Folkeblad.
Den 5. september 2017, blev han udnævnt som ny anfører for klubben.
I foråret 2023, forlængede Grønning sin kontrakt til sommeren 2026, og udtalte samtidig i et interview at han ønskede at slutte sin karriere i klubben.

## Personlige liv
Jeppe Grønning bor i Viborg, er gift og har to sønner. Han blev far første gang i August 2018.